# CIGAM
CIGAM (pronuncia-se Ci-gãm) é uma empresa brasileira sediada na cidade de Novo Hamburgo - RS, criadora do Software ERP que leva o mesmo nome. Tem como propósito impulsionar o sucesso dos negócios e das pessoas e atua como agente da transformação digital, levando inovação, tecnologia, gestão e informação para todo o ecossistema empresarial. Ao longo de mais de três décadas, a CIGAM evoluiu de uma empresa regional a uma organização de alcance nacional, através da estruturação de uma rede de canais. O principal produto da empresa é o sistema integrado de gestão empresarial ERP CIGAM, uma solução completa de gestão estratégica abrangendo ERP, CRM, BI, RH, PDV e Mobile. Atualmente a rede CIGAM possui cerca de 800 colaboradores, distribuídos em unidades de atendimento na maioria dos estados brasileiros, atendendo a milhares de clientes.

## Como surgiu a CIGAM
A CIGAM foi uma das primeiras empresas na área de Tecnologia na cidade de Novo Hamburgo RS, fundada em 1986, por Robinson Oscar Klein e Luis Rogério Dupont, tendo sido uma das primeiras empresas voltadas ao desenvolvimento de software e suporte na área de informática da região. Inicialmente desenvolvia software para verticais, com o know-how dos clientes e o apoio de consultorias especializadas, criou o sistema de gestão empresarial ERP CIGAM, que tem crescido e está entre os 5 maiores ERPs do Brasil.
O nome CIGAM na verdade originou-se por causa da plataforma Low-Code utilizada para seu desenvolvimento. Esta plataforma Low-Code é o MAGIC xpa da empresa Magic Software, com a inversão de suas letras obtemos CIGAM. Com o passar dos anos a Magic se mostrou uma plataforma de destaque mundial e em 2017 é parte do grupo ASSECO com mais de US$ 5.4 bilhões de faturamento anual.
Com ajuda desta tecnologia, atualmente a Cigam é o único fornecedor do mercado que tem um ERP consolidado em tecnologia Low-Code, com uma produtividade de até 40 vezes maior, que representa um importante diferencial competitivo.
Assim o ERP está sempre atualizado tecnologicamente, hoje está  em Microsoft .NET sem necessidade de reescrever código, todo componentizado, pronto para a Cloud e agregando tecnologias como Olap, IOT e Inteligência Artificial integradas ao produto.
Em 2014 a  empresa se transformou em sociedade anônima e passou a se chamar CIGAM Software Corporativo S.A. e adquiriu a empresa Gestor S.A, focada em franquias e varejo, que tem conquistado importantes marcas no mercado da moda.
A Rede Cigam é reconhecida pelo mercado, com 33 prêmios GPTW (Great Place to Work) como uma das melhores empresas para se trabalhar, 3 prêmios internacionais de inovação,  melhor solução de gestão e reconhecimento de parceria, diversos troféus e medalhas de qualidade do  PGQP, 4 prêmios da ABRH  e diversos reconhecimentos por competência e gestão, além de certificações, parcerias e homologações com grandes players internacionais como Microsoft, Oracle e IBM.

## Universidade Corporativa CIGAM | UCC
A Universidade Corporativa CIGAM - UCC direciona e alinha as ações de Educação Corporativa, contribuindo na qualificação profissional e pessoal dos profissionais da Rede CIGAM, estendendo o processo de ensino-aprendizagem e o seu conhecimento empresarial aos seus stakeholders, isto é, clientes, fornecedores e sociedade em geral. A UCC conta com diversas metodologias de ensino, formando e certificando os profissionais com o objetivo de garantir melhor aproveitamento do software na empresa. Através de um portfólio de soluções de Educação, que conta com os principais recursos de capacitação disponíveis no mercado, oferece treinamentos presenciais, salas virtuais, EAD - Educação a Distância.
Além disso, a UCC fomenta parcerias com universidades, cursos técnicos e instituições de ensino local com o propósito de formação de profissionais qualificados para o mercado e educação continuada de seus colaboradores.

## Premiações
Hoje a CIGAM é referência em software de gestão empresarial ERP , e vem a cada ano renovando a conquista de importantes prêmios. A CIGAM está desde 2008 figurando na lista das Melhores Empresas para se Trabalhar do Brasil, TI e RS, pelo Great Place To Work. Já recebeu também prêmios como Top Ser Humano pela ABRH-RS e pela ABRH Nacional; Qualidade e Produtividade do PGQP; Melhor Solução em Serviços e Melhor Solução para Indústrias de Médio e Grande porte do país, pela Assespro Nacional, entre outros. Essas premiações refletem os resultados de um trabalho em equipe, com foco no propósito de impulsionar o sucesso dos negócios e das pessoas.